# 在特会政界関連問題
在特会政界関連問題（ざいとくかいせいかいかんれんもんだい）とは在日特権を許さない市民の会と政界が関連を持っているという問題。2014年9月に山谷えり子が在日特権を許さない市民の会の関係者と一緒に写真に納まっているということが報道された。問題となっている写真は2009年2月に松江市のホテルで撮られたというものであり、これは計8人が写っているという写真であり、この中の3人が在特会の関係者であったということである。これは竹島の日の記念行事に参加するために松江市を訪れた際に撮られた写真であった。これに対して山谷えり子事務所は講演先では様々な人から写真撮影の依頼を受けており、個人の身分には承知していないとしている。
後には安倍晋三も在特会の関係者とツーショットで納まっているという写真が発見された。この問題の写真は2009年8月に豊中市千里中央駅で撮られた写真であり、安倍とともに写っていた男性はかつての在特会の関西支部長であった。この男性は2008年に在特会会長に請われる形で会長となったものの、ヘイトスピーチを行うことに批判をした後の2009年に喧嘩別れのような形で在特会を辞めた。この男性は自身が在特会に加わったことは、人生最大の不覚とまで言っている。